# Mabel Sharman Crawford
Mabel Sharman Crawford (3 juin 1820 - 14 février 1912) est une aventurière irlandaise, féministe et écrivaine.

## Biographie
Mabel Sharman Crawford naît le 3 juin 1820 à Dublin. Elle est la huitième enfant de William Sharman Crawford (en), membre radical du parlement, et de son épouse Mabel Frideswid Crawford. Elle est proche de son père, personnellement et politiquement, et lui dédie son premier livre. Ses parents prennent les noms de famille de chacun pour devenir William et Mabel Sharman Crawford.
Sharman Crawford est une aventurière qui aime voyager. À son retour d'un voyage de dix mois  en Toscane, elle décrit son périple dans Life in Tuscany, un livre publié en 1849, dans lequel elle souligne l'importance du voyage pour le développement personnel des femmes et analyse la situation des paysans qui ploient sous le joug des propriétaires fermiers. Elle fera de même dans Through Algeria, en 1863, après son voyage en Algérie.
Elle est membre du Comité de la National Society for Women's Suffrage. Féministe, elle n'hésite pas à dénoncer le sexisme et publie un article sur les femmes battues en 1893, « Maltreatment of Wives » (Maltraitance des épouses) dans la Westminster Review. Elle soutient la «Rational Dress Society», une association qui demande que les femmes puissent s'habiller de manière confortable.
En 1861, elle hérite au décès de son père, ce qui lui permet d'investir dans une propriété agricole à Timoleague (West Cork) où elle met en pratique les théories agraires de son père et ses principes de responsabilité sociale.
Mabel Sharman Crawford meurt le 14 février 1912 à Camden Hill Road, à Londres (Angleterre).

## Publications
- Life in Tuscany (1849)
- Through Algeria (1863)
- The Wilmot family (1864)
- Experience of an Irish landowner (1888)
- Fanny Dennison (1852)
- Rhymed reflections (1921)
- Registry offices : a paper read at the Conference of the National Vigilance Association (1886)
- Social scares (1888)